# Mikrokómi (Thessalonique)
Mikrokómi ( : Μικροκώμη) est une localité située dans le dème de Vólvi, dans le district régional de Thessalonique, dans la periphérie de Macédoine-Centrale, en Grèce.
Selon le recensement de 2011, elle compte 61 habitants.